# Et post malam segetem serendum
Et post malam segetem serendum (лат. изговор: ет пост малам сегетем серендум). И послије рђаве жетве треба сијати. (Сенека)

## Поријекло изреке
Ову изреку је изрекао почетком нове ере познати римски књижевник и филозоф Сенека.

## Тумачење
Неуспјех несмије да уплаши и деморалише. Ваља наставити!